# Metopomintho pubiseta
Metopomintho pubiseta är en tvåvingeart som först beskrevs av Louis-Paul Mesnil 1953. Metopomintho pubiseta ingår i släktet Metopomintho och familjen parasitflugor.
Artens utbredningsområde är Myanmar. Inga underarter finns listade i Catalogue of Life.